# Х мост
Х мост е силова електронна схема с широко приложение в силовата електроника.

## Схема
Силовата схема може да бъде съставена от дискретни елементи или да бъде в интегрално изпълнение.

## Управление
Мостът може да бъде използван, за управление на асинхронни и синхронни двигатели.
| S1 | S2 | S3 | S4 | Result                           |
| -- | -- | -- | -- | -------------------------------- |
| 1  | 0  | 0  | 1  | Моторът се измества вдясно       |
| 0  | 1  | 1  | 0  | Моторът се измества вляво        |
| 0  | 0  | 0  | 0  | Прекъсване на работата на мотора |
| 0  | 1  | 0  | 1  | Прекъсване на работата на мотора |
| 1  | 0  | 1  | 0  | Прекъсване на работата на мотора |
| 1  | 1  | 0  | 0  | Прекъсване                       |
| 0  | 0  | 1  | 1  | Прекъсване                       |
| 1  | 1  | 1  | 1  | Прекъсване                       |